# Уралгипроруда
Ура́лгипроруда́ (Уральский государственный институт по проектированию предприятий горнодобывающей промышленности) — советский и российский проектный институт, специализирующийся на проектировании строительства и реконструкции действующих горно-обогатительных предприятий, а также объектов транспортного, энергетического и гражданского назначения. Был основан 1 августа 1931 года, правопреемником является акционерное общество «Институт „Уралгипроруда“». Штаб-квартира расположена в Екатеринбурге по адресу улица Мамина-Сибиряка, 85.

## История

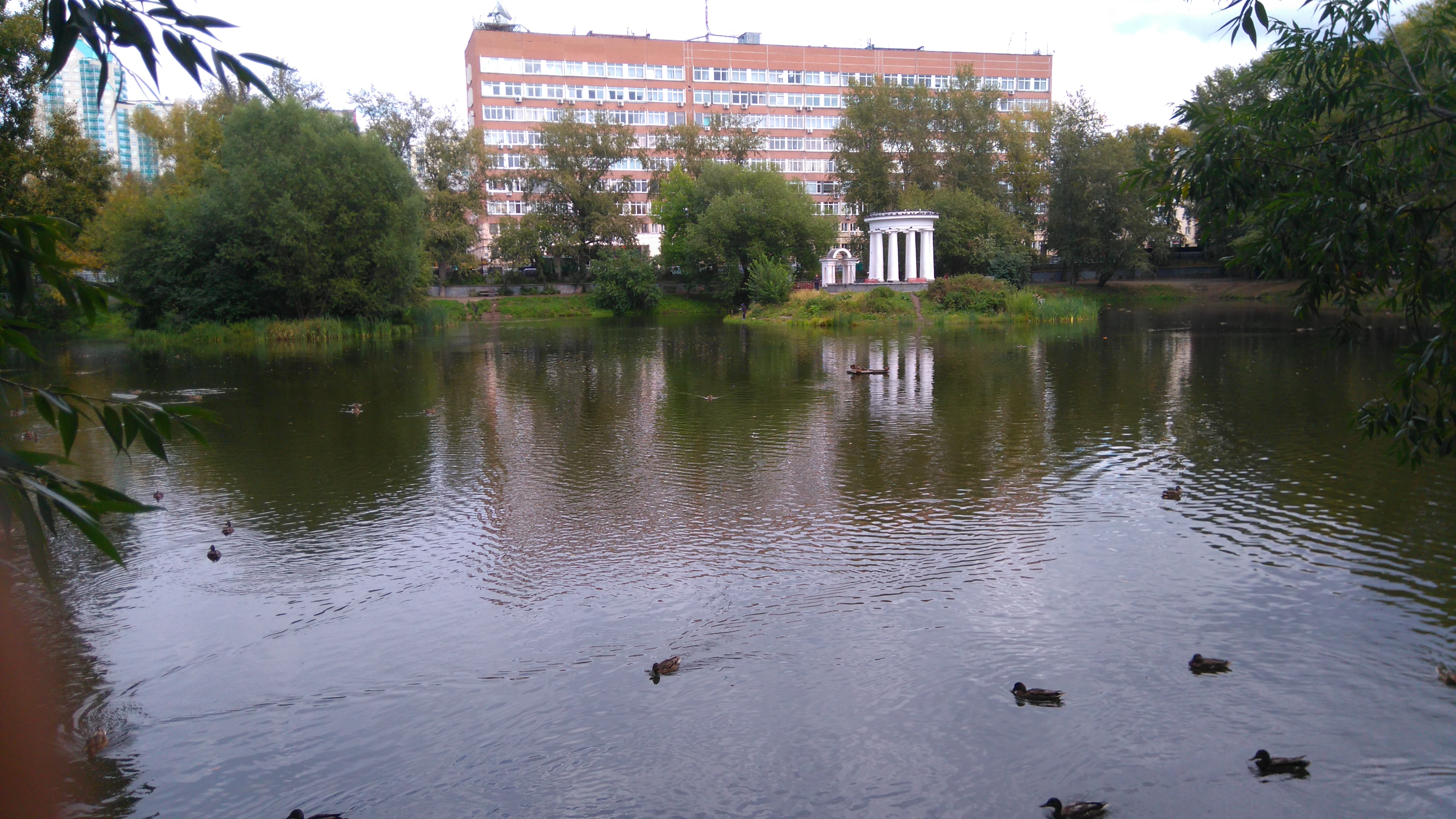
Вид на здание института из Харитоновского сада

В 1928 году на базе института «Востокгипромез», расформированного в августе 1933 года, был создан горный отдел, давший начало будущему институту по проектированию горнорудных предприятий. Датой основания института «Уралгипроруда» считается 1 августа 1931 года.
В 1931—1932 годах институт в основном занимался переработкой проектов горных предприятий, составленных иностранными специалистами. Также в начальный период работы совместно с институтами «Механобр» и «Уралмеханобр» были запроектированы агломерационные и обогатительные фабрики на Высокогорском, Гороблагодатском, Бакальском и Кусинском рудниках.
К 1940 году в институте оформились отделы: горный, строительный, отдел поверхностных сооружений и транспорта, электромеханический, топоизыскательский. Численность сотрудников возросла с 37 человек в 1931—1934 годах до 85 человек в 1940 году. До 1939 года институт размещался в Деловом доме, затем занял часть помещений в Доме Промышленности.
В годы Великой Отечественной войны институт участвовал в проектах по повышению производительности горно-добывающих предприятий, ускоряя выдачу рабочих проектов, часто непосредственно на строительных площадках. Численность института в этот период достигла 100 человек. В этот периоды были запроектированы карьеры для Серовского металлургического комбината, шахты Высокогорского и Гороблагодатского рудников, марганцевые рудники, а также флюсовый карьер «Тургоякский». За досрочный пуск Джездинского марганцевого рудника тогдашний директор «Уралгипроруды» Константин Трофимович Соснин, руководивший проектно-строительной бригадой, был удостоен ордена Красной Звезды. После размещения в 1941 году госпиталя в Доме Промышленности институт переместился в здание одного из факультетов Уральского политехнического института, а в 1942 году — в здание на углу улиц Малышева и Хохрякова, где проработал до 1945 года, вернувшись в 1946 году Дом Промышленности.
В послевоенные годы институт проектировал шахты Высокогорского, Гороблагодатского и Кусинского рудников с применением технологии этажно-принудительного обрушения. В 1950-х годах институт впервые в стране спроектировал шахту с применением башенных копров и многоканатных подъёмных машин, а также спроектировал и внедрил технологию подземного крупного дробления руды с выдачей на поверхность.
В 1980-х годах институт носил название «Уральский государственный институт по проектированию предприятий железорудной, марганцевой, хромитовой и флюсовой промышленности». В 1981 году за вклад в развитие и укрепление сырьевой базы металлургии страны коллектив института был удостоен ордена Трудового Красного Знамени.
По состоянию на 2016 год насчитывалось около 150 предприятий на территории России и Казахстана, спроектированных сотрудниками института. Наиболее значимые проекты: действующие карьеры Качканарского ГОКа; рудники Богословского, Высокогорского, Гороблагодатского и Бакальского рудоуправлений; горные производства Магнитогорского металлургического комбината; копры шахт предприятий Алросы; асбестовые карьеры; карьеры и шахты в Казахстане. В том числе «Уралгипроруда» является генеральным проектировщиком для 35 горнодобывающих предприятий и ремонтных заводов.
Помимо горных предприятий институт занимается проектированием гражданских сооружений. Так, в 2017 году в Реже по проекту «Уралгипроруды» было построено здание диагностического центра «Микрохирургия глаза».
Руководители института
- Линьков А. А. (1931—1933)
- Кондратенко Е. А. (1933—1934)
- Соснин Константин Трофимович (1934—1936; 1940—1957)
- Суслопаров Дмитрий Георгиевич (1936—1938)
- Богатырева Раиса Яковлевна (1938—1940)
- Ильин Михаил Васильевич (1957—1963)
- Колибаба Владимир Лаврентьевич (1963—1971)
- Рябов Анатолий Кондратьевич (1971—1991)
- Поль Валерий Густавович (1991—2014)
- Пырков Владимир Ильич (2014 — наст. вр.)